# ایستگاه راه‌آهن سنت دیویدز اکستر
ایستگاه راه‌آهن سنت دیویدز اکستر (انگلیسی: Exeter St Davids railway station) یک ایستگاه راه‌آهن در اکستر، انگلستان است.
این ایستگاه که در سال ۱۸۴۴ تأسیس شده جزئی از خط اصلی غرب انگلستان است.

## نگارخانه

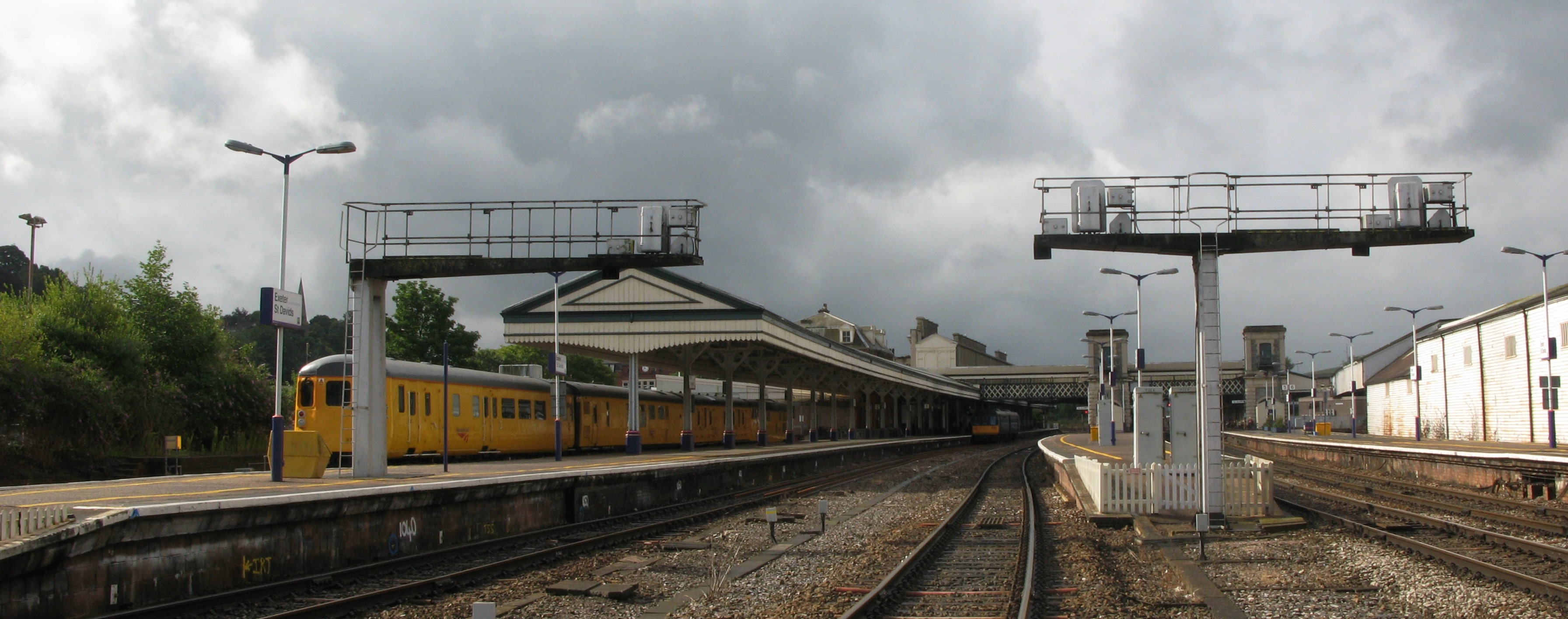
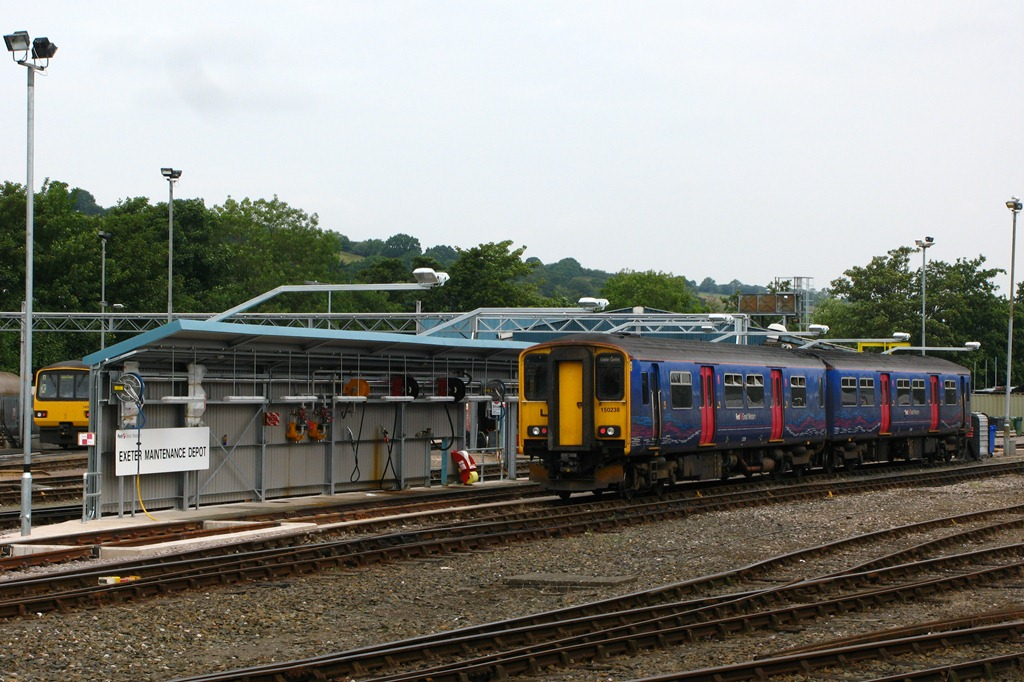
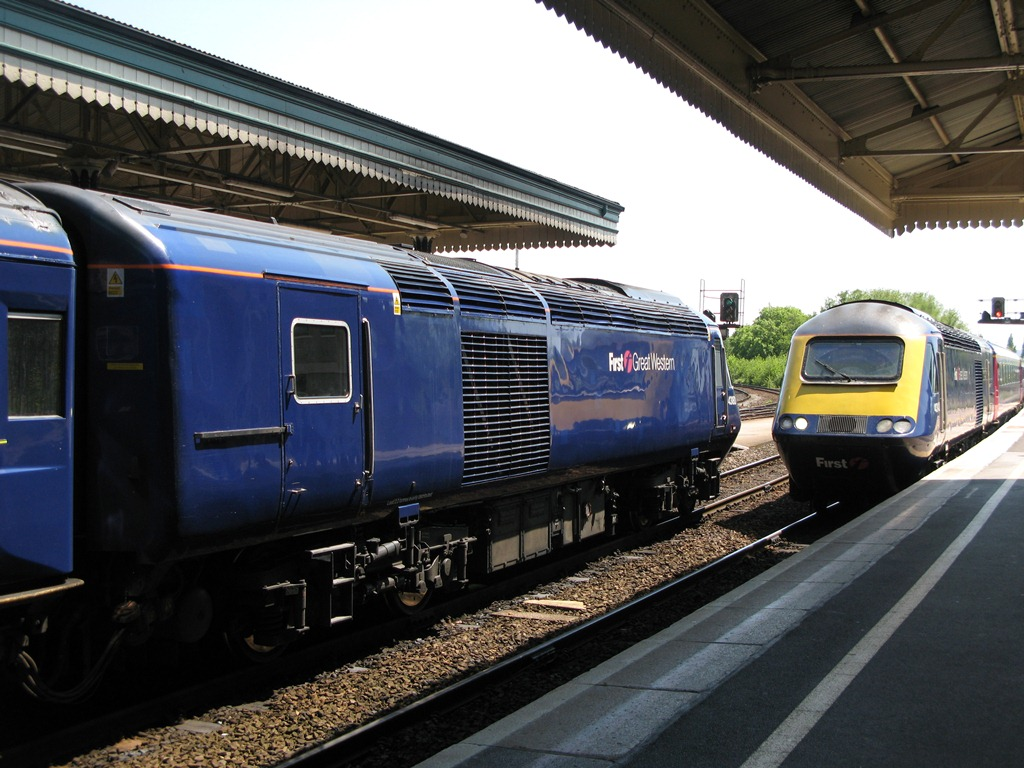
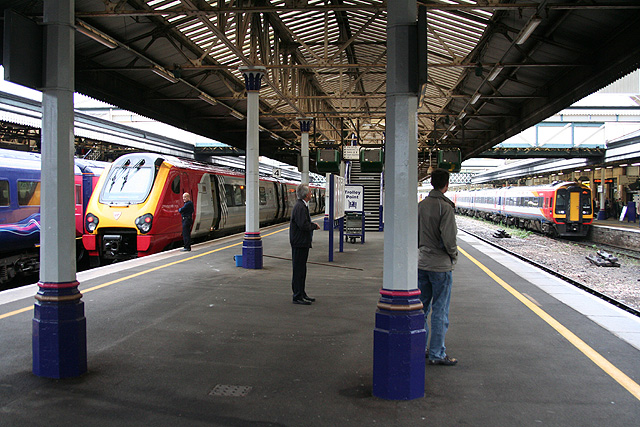